# 孟恩远故居
孟恩远故居是原直隶巡防队统领、南阳镇总兵、吉林巡防督办、中华民国政府军陆军第二十三师师长、吉林护军使、镇安右将军、吉林督军、吉林巡抚孟恩远在天津的故居。位于当时的天津英租界的剑桥道（Cambridge Road）（今和平区重庆道23号），作为天津租界时代留存下来的重要建筑之一，该故居现为东海渔村使用。

## 建筑
孟恩远故居建筑面积为1539平方米，为二层砖混结构的楼房带地下室，局部为三层。该旧居两侧建有对称式塔楼，是一座具有英国古典主义建筑风格的建筑。中华人民共和国成立后，该旧居曾为中波海运公司使用。